# Ornebius brevipalpus
Ornebius brevipalpus är en insektsart som beskrevs av Sigfrid Ingrisch 2006. Ornebius brevipalpus ingår i släktet Ornebius och familjen Mogoplistidae. Inga underarter finns listade i Catalogue of Life.